# غمار برودي
غمار برودي (الاسم العلمي: Gammarus frigidus) هو نوع من المفصليات يتبع جنس الغمار من الفصيلة الغمارية.